# Садыхов, Камиль Исмаил оглы
 Камиль Исмаил оглы Садыхов (азерб. Sadıxov Kamil İsmayıl oğlu; 27 февраля 1927 года, Орджоникидзе, Северо-Осетинская автономная область, РСФСР — 8 июля 2016 года, Баку, Азербайджан) — советский и азербайджанский химик, доктор технических наук, действительный член НАНА.

## Биография
Окончил химический факультет Азербайджанского государственного университета (АГУ). Первые исследования ученого были посвящены химическим присадкам.
Трудовую деятельность начал  в 1948 году, ещё будучи студентом пятого курса в,АГУ, позднее работал в Институте нефтехимических процессов и с 1965 года — в Институте химии присадок.
В 1957 году успешно защитил кандидатскую диссертацию на тему «Синтез, исследование и применение сульфонатных присадок для автотракторных масел», а в 1968 году докторскую на тему «Синтез, использование технологий и исследования в сфере применения в промышленности очищающих и антиоксидантных средств для автотракторных масел». В 1969 году получил звание профессора по специальности химия нефти и газа. В 1980 году был избран членом-корреспондентом АН Азербайджанской ССР по  «Нефтехимия». Позже, в 2001 году был избран действительным членом в НАН Азербайджана по специальности «Химия».
В 1976—1978 гг. работал председателем выпускной государственной экзаменационной комиссии Бакинского государственного университета. С 1998 года преподавал в Азербайджанская Государственная Нефтяная Академия.
В Институте химии присадок НАНА ученый руководил лабораторией «Синтез сульфонатных присадок для моторных масел» (1965—1988), в следующие 10 лет заведовал отделом присадок для моторных масел. С 2001 года он занимал должность главного научного сотрудника.

## Научная деятельность
В трудах К. И. Садыхова решен целый ряд фундаментальных теоретически и практически важных вопросов нефтехимии — разработаны научные основы для подбора исходного сырья, используемого в синтезе эффективных сульфонатных присадок, найдены корреляции между химическим строением и их эффективностью, синтезирован ряд эффективных присадок к моторным маслам и смазочно-охлаждающим жидкостям, а также их композиции; разработаны и внедрены в промышленность технологии производства этих веществ.

## Основные труды
Опубликовал более 400 научных работ (в том числе 4 монографии), 175 из них были опубликованы за рубежом. Принял участие как соавтор в создании  100 изобретений, на которые были выданы авторские свидетельства и патенты.
- Сульфонатные присадки к смазочным маслам. Баку, " Элм ", 1982.

- Смазочно-охлаждающие жидкости для алмазно-образивной обработки металлов. Баку, «Элм», 1978.

- Синтез функционально-замещенных 2-тиофентиола. ЖОрХ, 1983. М.,т. 19, стр. 1747—1750.

- Нефтяные и синтетические сульфонатные присадки к моторным маслам. Баку — «Элм» −2006

- Сборник научных трудов. Баку — 2006

## Награды и премии
- Орден «Знак Почёта» (1986)
- Орден «Слава» (Азербайджан) (2004)

Неоднократно награждался медалями ВДНХ СССР, дипломами и почетными грамотами Всесоюзного химического общества имени Д. И. Менделеева; имеет нагрудный знак «Изобретатель СССР».